# Xanthoparmelia immutata
Xanthoparmelia immutata är en lavart som beskrevs av Elix & J. Johnst. Xanthoparmelia immutata ingår i släktet Xanthoparmelia och familjen Parmeliaceae.   Inga underarter finns listade i Catalogue of Life.